# Victor Ostrovsky
Victor Ostrovsky (hebräisch ויקטור אוסטרובסקי Wiktor Ostrowski; * 28. November 1949 in Edmonton, Kanada) ist ein ehemaliger Agent des israelischen Geheimdienstes Mossad und Buchautor, der als Schriftsteller in Kanada, den Vereinigten Staaten und im deutschsprachigen Raum bekannt wurde.

## Lebenslauf
Victor Ostrovsky ist Sohn einer Israelin und eines Kanadiers jüdischer Abstammung. Er verbrachte seine Jugend in Israel und wurde mit 18 jüngster Offizier der israelischen Streitkräfte. Zunächst im Marinegeheimdienst der israelischen Marine tätig, wurde er Anfang der 1980er Jahre vom Mossad rekrutiert.
Er war vier Jahre für diesen Dienst tätig, zuletzt als Führungsoffizier für Auslandsagenten. Anfang 1986 ließ der Mossad die Landung eines libyschen Gulfstream-II-Flugzeuges in dem Verdacht erzwingen, führende Terroristen seien an Bord. Die Operation schlug fehl, Ostrovsky wurde für das Scheitern verantwortlich gemacht und zum Ausscheiden aus dem Dienst bewogen. Er entfloh der Einberufung in die israelische Armee; mit Zwischenstopps in London und den Vereinigten Staaten kehrte er zurück nach Kanada.

## Publizistische Tätigkeit
Thema der Bücher Ostrovskys sind Berichte über Mossad-Aktionen wie beispielsweise die Operation Sphinx, die Zerstörung des Atomversuchsreaktors Osirak im Süd-Irak im Juni 1981 durch israelische Kampfflugzeuge.
Zusammen mit dem kanadischen Journalisten Claire Hoy (* 1940) schrieb er ein Buch über seine Dienstzeit beim Mossad, By Way of Deception (deutscher Titel: Der Mossad). Im Herbst 1990 ließ die israelische Regierung die Veröffentlichung des Buches in den Vereinigten Staaten per einstweiliger Verfügung untersagen. In diesem Buch etablierte er auch den Begriff Sayanim als Schläfer-Agenten bzw. palästinensische Informanten für Israel.
In seinem zweiten Buch, Geheimakte Mossad (Originaltitel: The Other Side of Deception), schreibt Ostrovsky von Einbrüchen bei amerikanischen Flugzeugherstellern, einer Diffamierungskampagne unter anderem gegen den ehemaligen Wehrmachtsoffizier und damaligen UN-Generalsekretär Kurt Waldheim und insbesondere von einer Verwicklung des Mossad in die Barschel-Affäre. Ostrovskys Angaben zu Uwe Barschels Tod glich der Zürcher Toxikologe Hans Brandenberger mit den chemischen Daten der Gutachten ab, die er nach der Autopsie von Barschels Leichnam erstellt hatte. Brandenberger erklärte der Welt am Sonntag 2010, im Unterschied zu anderen Bekenner-Erklärungen „beschreibt Ostrovsky ein Szenario, das mit den Analysedaten erstaunlich gut übereinstimmt“; auffällige Details in Ostrovskys Bericht, zum Beispiel die rektale Zufuhr von Beruhigungsmitteln und die strategisch angewandte, zeitlich versetzte Verabreichung von Medikamenten, spiegelten sich genau im chemischen Befund wider. Dagegen wurde darauf hingewiesen, dass Ostrovsky möglicherweise beim Schreiben seines Buches auf Brandenbergers Gutachten von 1994 zurückgreifen konnte. Der Investigativ-Journalist Hans Leyendecker sah ebenfalls keine Änderung der Sachlage und hält den Fall Barschel somit weiterhin für ungelöst. Bereits am 22. Dezember 1994 hatte die Staatsanwaltschaft Lübeck eine Vielzahl von Gründen aufgeführt, warum der Bericht von Ostrovsky nicht mit den ihr bekannten Fakten übereinstimmt. Tobias Jaecker hat das Buch als beispielhaft für den Glauben vieler (oft antisemitischer) Verschwörungstheoretiker bezeichnet, der Mossad stecke hinter allen unaufgeklärten Ereignissen. Der Politikwissenschaftler Matthew Gray urteilte, das Buch wirke von Tonfall und Anschuldigungen zuweilen so, als sei es selbst „ein Fall verschwörungstheoretischer Paranoia“ (englisch a tone and allegations that make it seem, at times, the book is actually itself a case of conspiracist paranoia).
Er veröffentlichte außerdem zwei Romane, Lion of Judah (deutscher Titel: Im Dienste des Mossad) und Black Ghosts, die ebenfalls Bezug auf seine Geheimdiensterfahrungen nehmen.

## Schriften
- (mit Claire Hoy:) Der Mossad. Ein Ex-Agent enthüllt Aktionen und Methoden des israelischen Geheimdienstes, Bertelsmann, 1991, Buch-Nr. 04880 1 (By Way of Deception, Toronto, 1990). ISBN 3-442-15066-3 (Goldmann Sachbuch als TB: ISBN 3-426-77022-9)  (Platz 1 der Spiegel-Bestsellerliste vom 15. bis zum 21. Juli und vom 29. Juli bis zum 4. August 1991)
- Geheimakte Mossad. Die schmutzigen Geschäfte des israelischen Geheimdienstes, Bertelsmann, 1994 (The Other Side of Deception, New York, 1994). ISBN 3-570-12174-7 (Goldmann Sachbuch als TB: ISBN 3-442-12658-4)
- Im Dienste des Mossad. Tatsachenroman, Knaur TB 60281, 1994 (Lion of Judah, Toronto, 1993). ISBN 3-426-60281-4
- Black Ghosts (Thriller) ISBN 0970839103; ISBN 978-0970839107 (englisch)